# Mischocyttarus leucoecus
Mischocyttarus leucoecus är en getingart som beskrevs av Cooper 1998. Mischocyttarus leucoecus ingår i släktet Mischocyttarus och familjen getingar. Inga underarter finns listade i Catalogue of Life.